# Marcus Shelby
Marcus Shelby (Anchorage (Alaska), 2 februari 1966) is een Amerikaanse jazzbassist, -componist en docent, vooral bekend om zijn grote werken voor jazzorkest, zoals Port Chicago, Harriet Tubman, Soul of the Movement: Meditations on Dr. Martin Luther King Jr. en Beyond the Blues: A Prison Oratorio. Hij leidt het Marcus Shelby Jazz Orchestra sinds 2001 en heeft opnamen gemaakt met artiesten als Ledisi en Tom Waits. Hij heeft talloze muzikale composities bijgedragen aan werken, die zijn gemaakt in samenwerking met dansensembles en theaterartiesten, variërend van het California Shakespeare Theatre tot Intersection for the Arts.

## Biografie
Op 5-jarige leeftijd verhuisde zijn familie van Memphis (Tennessee) naar Sacramento (Californië). Shelby speelde als tiener kort contrabas, maar stopte met muziek tot 1988, tot hij met zijn vader een concert van Wynton Marsalis bijwoonde, wat hem inspireerde om zich opnieuw aan de muziek te wijden.
Shelby verhuisde naar Los Angeles en begon te werken met drummer Billy Higgins. Na het winnen van de Charles Mingus Scholarship in 1991, studeerde hij muziek aan het California Institute of the Arts bij Higgins, componist James Newton en Charlie Haden.
Van 1991 tot 1996 nam hij op en toerde hij met Black/Note (geboekt als Mark Shelby), een hardbopband uit Los Angeles.
Toen Black/Note in 1996 uit elkaar ging, verhuisde hij naar San Francisco, waar hij bands als Broun Fellinis had gezien, wiens tenorsaxofonist David Boyce een totaal andere stijl speelde en hij voelde de behoefte om te groeien. Daar formeerde hij het Marcus Shelby Trio en het Marcus Shelby Jazz Orchestra. Hij heeft gediend als artist in residence bij het Yerba Buena Center for the Arts [8] en composer in residence bij Intersection for the Arts.
In 2013 werd Shelby benoemd tot lid van de San Francisco Arts Commission.

## Privéleven
Shelby heeft twee dochters, Kennedy en Billie.

## Onderscheidingen
- 1991: Charles Mingus Scholarship
- 2000: Meet the Composer residency
- 2000: Creative Work Fund commission
- 2003: Equal Justice Society commission[8]
- 2005: Oakland Ballet commission
- 2006: Fellow, Resident Dialogues Program of the Committee for Black Performing Arts, Stanford University[9]
- 2008: Bay Area Theater Critics Circle Award, Best Original Music Score, Sonny's Blues
- 2009: Black Metropolis Research Consortium Fellowship

## Grote werken
- 2002: Port Chicago, 14-delige suite voor jazzorkest
- 2007: Harriet Tubman, oratorium voor zang en jazzorkest
- 2011: Soul of the Movement: Meditations on Dr. Martin Luther King Jr.
- 2015: Beyond the Blues: A Prison Oratorio

## Discografie

### Met Black/Note
- 1991: 43rd & Degnan (World Stage)
- 1994: Jungle Music (Columbia / Sony Music Distribution)
- 1994: L.A. Underground (RED Distribution)
- 1996: Nothin' But the Swing (Impulse! / GRP)

### Als leader
- 1997: Un Faux Pas!, Marcus Shelby Trio (Noir)
- 1998: Midtown Sunset, Marcus Shelby and the Jazzantiqua Music Ensemble (Noir)
- 1998: Sophisticate, Marcus Shelby Trio (Noir)
- 2001: The Lights Suite, Marcus Shelby Jazz Orchestra (Noir)
- 2006: Port Chicago, Marcus Shelby Jazz Orchestra (Noir)
- 2008: Harriet Tubman, Marcus Shelby Jazz Orchestra (Noir)
- 2011: Soul of the Movement: Meditations on Dr. Martin Luther King Jr., Marcus Shelby Jazz Orchestra (Porto Franco)

### Als sideman/bijdrager
- 1994: Judgement, Robert Stewart
- 1996: Flow, Faye Carol
- 1998: Mortyfied, New Morty Show
- 1998: Intimate Strangers, Marcus Poston
- 2004: Too Good to Be True, Buford Powers
- 2005: First Pitch Swinging, Danny Grewen
- 2006: It's a Good Thing, Jamie Davis
- 2006: Blue Divine, Tammy Hall
- 2007: The Shotgun Wedding Quintet, The Shotgun Wedding Quintet
- 2007: The Code, John Calloway
- 2007: 12 Gates to the City, Howard Wiley
- 2008: Extraordinary Rendition, Rupa & the April Fishes
- 2010: On a Day Like This..., Meklit Hadero
- 2011: Bad as Me, Tom Waits

## Selectie samenwerkingen
- 1993–2006 Musical Director, Jazz Antiqua Music en Dance Ensemble
- 1998–2004: Savage Jazz Dance Company, Musical Director
- 2014: The Legacy of Duke Ellington: 50 Years of Swing! met California Shakespeare Theater
- 2015: Notes from the Field: Doing Time in Education, The California Chapter met Anna Deavere Smith[10]